# Site patrimonial remarquable de Toulouse

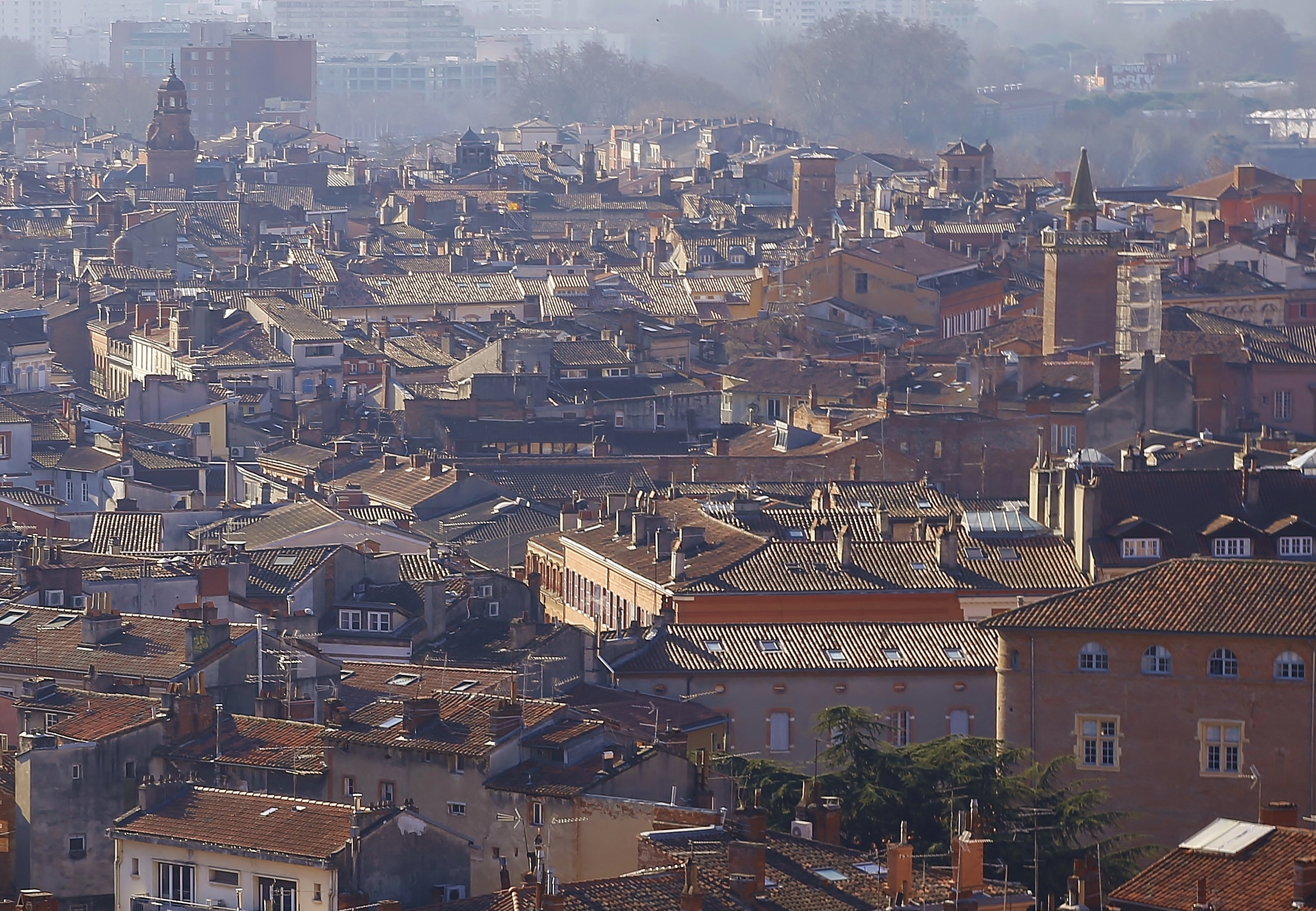
Le Vieux Toulouse.

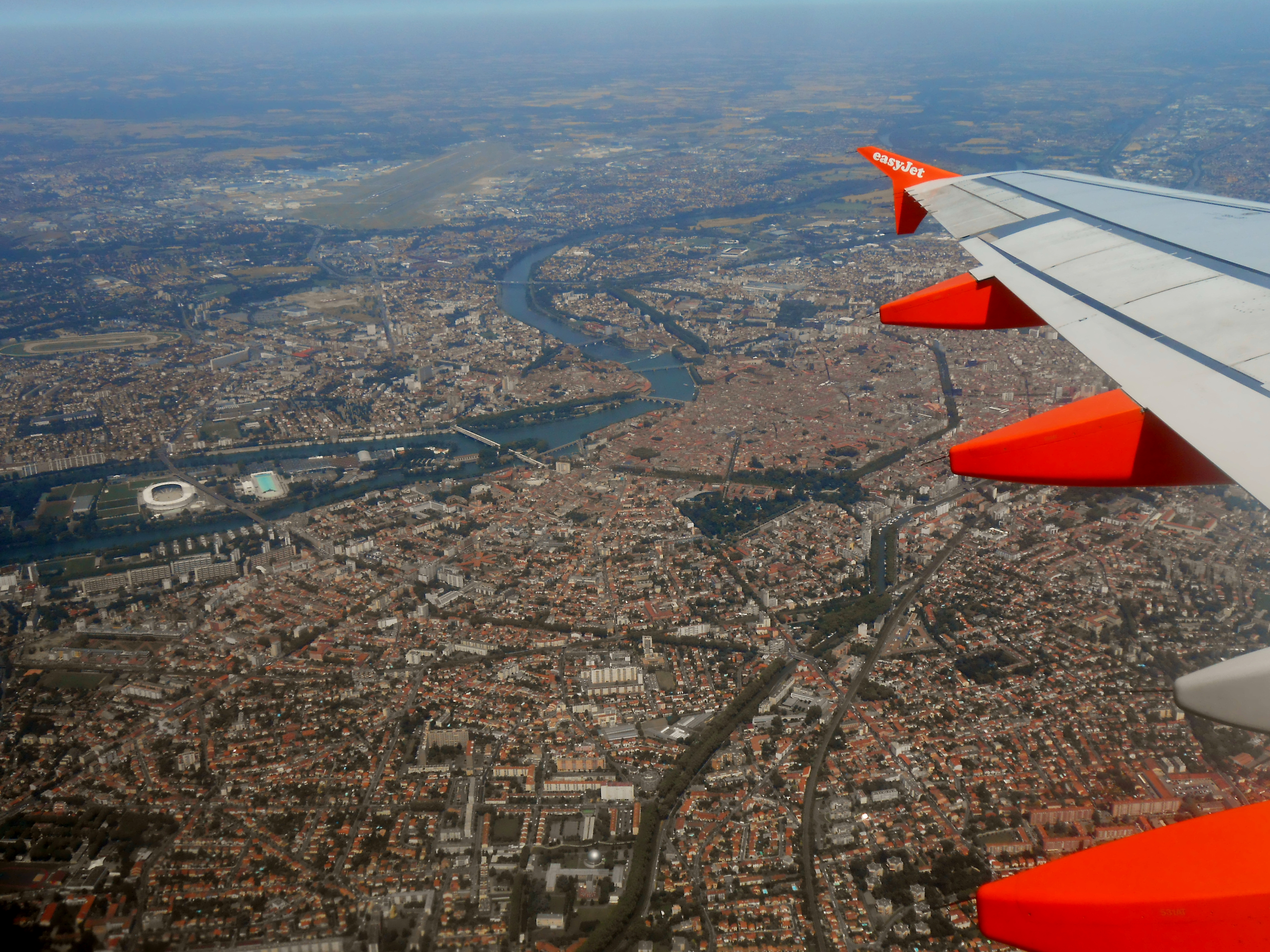
Vue aérienne de Toulouse.

Le site patrimonial remarquable de Toulouse, désigné comme secteur sauvegardé jusqu'en 2016, est créé en 1986. Il couvre 230 hectares, situés en totalité dans le centre-ville, autour de la cité, du bourg et du faubourg Saint-Cyprien. Il concentre la plupart des monuments historiques et archéologiques de la ville, riche de ses 154 monuments inscrits et 51 monuments classés au titre des monuments historiques, ainsi que des ensembles intégrés à la liste du patrimoine mondial de l’UNESCO (Canal du Midi en 1996 et Chemin de Saint-Jacques de Compostelle en 1998).

## Histoire
En 1972, la municipalité de Toulouse décide de solliciter auprès du ministère de la Culture la mise en place d'un secteur sauvegardé pour quatre quartiers, autour des rues des Changes et Saint-Rome, de la rue du Taur, de la rue de la Dalbade et de la place Saint-Étienne. 
Le 21 août 1986, le secteur sauvegardé de Toulouse est créé par arrêté ministériel et son périmètre officiel est défini précisément. Particulièrement ambitieux, ce secteur sauvegardé relativement vaste inclut la plupart des quartiers du centre-ville. Pourtant, le Plan de sauvegarde et de mise en valeur (PSMV) n’a jamais été approuvé et les travaux sont même abandonnés en 1993. Le secteur sauvegardé devient donc une coquille vide. Pourtant, dans le même temps, la DRAC et les services du patrimoine de ville, en particulier les Archives municipales, réalisent une analyse poussée du patrimoine de la ville, aussi bien au centre-ville que dans les autres quartiers de la ville, qui débouche sur un Inventaire du patrimoine architectural. C'est sur la base de cette analyse que sont fondées les prescriptions du plan de sauvegarde et de mise en valeur. Le patrimoine urbain est également valorisé grâce aux actions de l'office de tourisme : visites conduites par des guides-conférenciers, création de catalogues... 
Depuis 2015, le projet de candidature de la ville de Toulouse à une inscription par l'UNESCO à la liste du Patrimoine mondial de l'humanité a poussé la municipalité toulousaine à relancer le projet de définition d'un secteur sauvegardé. Le Plan de sauvegarde et de mise en valeur est relancé officiellement le 19 juin 2015.
La loi du 7 juillet 2016 substitue les sites patrimoniaux remarquables aux secteurs sauvegardés, aux ZPPAUP (zones de protection du patrimoine architectural, urbain et paysager) et aux AVAP (aires de mise en valeur de l'architecture et du patrimoine).
Le 17 février 2025, la préfecture de la Haute-Garonne approuve le plan de sauvegarde et de mise en valeur (PSMV) du site patrimonial remarquable du centre historique de Toulouse.